# Vojtech Christov
Ing. Vojtech Christov [vojtěch christou] (* 16. března 1945, Vranov nad Topľou) je bývalý československý fotbalový rozhodčí. Byl nejčastěji nasazovaným československým rozhodčím na mezinárodní scéně. Po skončení kariéry rozhodčího působil jako delegát.

## Kariéra
V československé lize působil v letech 1974-1987 a 1988-1992. Řídil celkem 198 ligových utkání. Jako mezinárodní rozhodčí v letech 1977-1986 řídil 23 mezistátních utkání, z toho jedno utkání na Mistrovství světa ve fotbale 1982 (zahajovací utkání mezi Argentinou a Belgií a jako asistent působil ve finálovém utkání mezi Itálií a NSR) a jedno utkání na Mistrovství světa ve fotbale 1986 a finalového utkání na Mistrovství Evropy ve fotbale 1984, dále řídil na MS 1982 a 1986 7 utkání jako pomezní rozhodčí. Řídil také jedno utkání na olympijských hrách 1980. V evropských pohárech v letech 1977-1991 řídil v Lize mistrů 8 utkání, v Poháru vítězů pohárů 10 utkání včetně finále 1980 a v Poháru UEFA 22 utkání. Dále řídil i finále Československého poháru 1975 – druhé utkání, 1976 – první utkání, 1977, 1983, 1989 a 199091.